# فهرام سركسيان
فهرام سركسيان(ترجمات بديلة تشمل سركسيان أو سارجسيان، أرمينية: Վահրամ Սարգսյան؛ من مواليد 28 مايو 1981، يريفان، أرمينيا) ملحن أرمني كندي وقائد فرقة موسيقية ومغني تجريبي يعيش حالياً في مونتريال في كيبيك بكندا.

## السيرة الذاتية
درس فهرام في كلية تشايكوفسكي الموسيقية، في كلية الموسيقى النظرية. درس بعد ذلك التأليف مع أشوت زهرابيان في المعهد الحكومي في ولاية يريفان كوميتاس من 1998-2003، حيث درس أيضا إجراء مع تيغران من 2000-2006، ودرست الدراسات العليا في التكوين مرة أخرى مع آشوت من 2005-2007. وهو يعمل حاليًا على الحصول على درجة الماجستير في التأليف في مدرسة شولتش للموسيقى بجامعة مكغيل مع فيليب ليرو.
تم أداء موسيقى سركسيان في أرمينيا والمملكة المتحدة وألمانيا والنمسا وبيلاروسيا والسويد وليتوانيا ولاتفيا وبلجيكا وروسيا واليونان وبولندا وإيطاليا واليابان وكندا، وكذلك في الولايات المتحدة. تم تأليفه لويس زفارت في الندوة العالمية السادسة حول موسيقى الكورال (مينيابوليس، مينيسوتا 2002). تم تضمين ترتيبه لـ خورورد ميتز(اللغز العظيم) في مطابع جامعة أكسفورد العالمية كارول للجوقات (2005) وتم تسجيله بواسطة بي بي سي سينجرز. تم بثه  بواسطة راديو بي بي سي 3.
كان لديه عمولات من مطبعة جامعة أكسفورد (المملكة المتحدة)، A.R.CO.VA. (إيطاليا)، فرقة بوسطن كورال (الولايات المتحدة الأمريكية)، راديو شمال ألمانيا(ألمانيا)، AGBU Foundation (الولايات المتحدة الأمريكية)، CBC Radio وغيرها. تم عرض عمل سربسيان لصيد الصياد تحت هرته الخاصة في عام 2012 في قاعة كارنيجي.
ظهر اسم فهرام سركسيان في Who's Who in Choral Music منذ عام 2007. وهو عضو في اتحاد الملحنين وعلماء الموسيقى في أرمينيا. شغل منصب مستشار موسيقى لجمعية كورال الأوروبية - أوروبا كانتات من 2010 إلى 2012.

## الجوائز
- جائزة الفائز في مسابقة لجنة POLYPHONOS 2017[10] (سياتل، الولايات المتحدة الأمريكية 2016)
- الجائزة الثالثة في جوائز غودفري ريدوت من مؤسسة Socan Foundation[11] (2012، لل Tribules) ؛
- جائزة الفائز في مسابقة لجنة BCE الثالثة[12](بوسطن، الولايات المتحدة الأمريكية 2010، للثرائس)
- الجائزة الأولى في المسابقة الدولية للتركيبات الجدارية الجديدة[13](كرواتيا 2009)؛
- جائزة من المؤتمر الأرمني العالمي «لإنجازات خلاقة» (2009 ، لـ Mythis)؛
- جائزة الفائز بالمؤسسة في الحلقة الدراسية الأوروبية للملحنين الشباب [14] (أوستا، إيطاليا 2008)؛
- جائزة في مسابقة التأليف كورالي في يريفان، أرمينيا (2006).

## أعمال مختارة

### اوركسترا
- تير بعدي - الله، إذا كان (الكانتا)، جوقة مختلطة، أوركسترا كبيرة (64 لاعب)، 2003
- أسطوري، 18 سورة، 2008
- غرفة الموسيقى
- خمس صور، تشيلو، بيانو، 1996
- قصيدة، التشيلو، البيانو، 1998
- سلسلة الرباعية، 2000
- الموسيقى لمدة 13، فرقة كبيرة (13 لاعبا)، 2002
- Deux Silhouettes Féminines (نصوص من قبل Paul Fort، Yeghishe Charents)، السوبرانو، الكلارينيت، الكمان، التشيلو، البيانو، 2007
- صيد الصياد، الكلارينيت، الماريمبا، الكمان، التشيلو، البيانو، 2012
- ديسبيرسون، الفلوت،الكلارينيت، الكمان، التشيلو، البيانو، 2013
- غاندز، فرقة كبيرة، 2013

### الجوقة
- تخور ميران - غادرت للأسف (نص بقلم فاهان تيريان)، جوقة نسائية، 1999
- كيسجشير - منتصف الليل (النص بقلم فاهان تيريان)، جوقة مختلطة، 1999
- فوغورميا - اللورد، اطلبوا الرحمة (نص من مزمور 50 [الترجمة الأرمنية])، جوقة مختلطة، 2000
- Luys Zvart - بهجة الضوء (النص من نص مقدس اليونانية القديمة [الترجمة الأرمنية])، جوقة الأنثى، 2001 (أيضا نسخة للجوقة المختلطة، 2006)
- لوكس aeterna، جوقة مختلطة، 2004
- Tantum ergo (النص بقلم St. Thomas Aquinas)، جوقة مختلطة، 2006
- دومين ديوس (نص من غلوريا)، 7 أصوات مختلطة، 2007
- Laudate Dominum (نص من مزمور 150)، جوقة مختلطة، 2008
- عنجه بنوتون(نص من قبل القديس نيرس Shnorhali)، جوقة الأنثى، عام 2008 (أيضا نسخة لجوقة الذكور، 2009)
- دزيانيك (النص بقلم كوميتاس فاردابت)، جوقة نسائية، 2009
- Ilik (النص الشعبي)، جوقة الأنثى، 2009
- الأم ستابات، جوقة مختلطة، 2010
- المحنجات (مقتطفات من المزامير)، جوقة مختلطة، 2010
- السلام الأجر (النص بقلم جوديت هيل)، جوقة مختلطة، 2011

### بيانو
- رؤى، 1997
- الاختلافات، 1999

### ترتيبات
- Sirt im sasani - قلبي حزين على يهوذا (جوقة أرمنية من القرن الثالث عشر)، جوقة مختلطة، 2002؛
- خورود ميتز، جوقة مختلطة، 2002
- Ousti Guqas (Sayat-Nova)، كلارينيت، ماريمبا، تشيلو، 2012

## قراءات إضافية
- http://bostonchoral.org/commission-competition/winners/#0.1_sargsyan
- http://blog.bostonchoral.org/2010/03/24/3rd-annual-commission-competition-comes-to-fruition/
- http://mincult.am/news-1-85-page-73.html

## وصلات خارجية
- Vahram Sargsyan's Homepage
- Vahram Sargsyan's Biography at Composers21 Website
- Vahram Sargsyan's official MySpace page
- Joyful Light by Little Singers of Armenia, cond. Tigran Hekekyan
- Tribulationes by Boston Choral Ensemble, cond. Miguel Felipe